# Imke Wübbenhorst
Imke Wübbenhorst (* 10. Dezember 1988 in Aurich) ist eine deutsche Fußballspielerin und -trainerin. Sie ist seit der Saison 2022/23 Cheftrainerin der BSC Young Boys Frauen.

## Karriere als Spielerin
Wübbenhorst begann ihre Karriere beim SV Wallinghausen. Da es in der Region keine Mädchenmannschaften gab, spielte sie bis zu ihrem 16. Lebensjahr in Jungenmannschaften. In der Saison 2004/05 spielte sie für den Zweitligisten SuS Timmel. Auf Anraten der Trainer der DFB-Juniorenmannschaften wechselte sie im Sommer 2005 zum Bundesligisten Hamburger SV. Sie schlug dabei Angebote des 1. FFC Turbine Potsdam und des 1. FFC Frankfurt aus. Mit der U-19-Nationalmannschaft wurde sie 2006 und 2007 Europameisterin. Zur Saison 2011/12 wechselte sie zum Zweitligisten BV Cloppenburg, mit dem sie in der Folgesaison als Staffelsieger Nord in die Bundesliga aufstieg. Von Juli bis Oktober 2015 stand sie beim spanischen Pokalsieger von 2015 Sporting Huelva unter Vertrag; im Anschluss kehrte sie zum BV Cloppenburg zurück. Am 18. April 2018 gab Wübbenhorst ihr Comeback beim Frauenteam von BV Cloppenburg in der 2. Frauen-Bundesliga.

## Karriere als Trainerin
Von 2016 bis 2018 war Wübbenhorst spielende Co-Trainerin des Zweitligisten BV Cloppenburg, zur Saison 2018/19 rückte sie auf die Position der Cheftrainerin auf. Im Dezember 2018 übernahm Wübbenhorst die Leitung der Männermannschaft des BV Cloppenburg in der Oberliga Niedersachsen, nachdem der vorherige Cheftrainer Olaf Blancke zum Ligakonkurrenten Atlas Delmenhorst abgewandert war. Sie war damit die erste Trainerin einer deutschen Männermannschaft auf einer derart hohen Spielebene und erweckte durch diese Tatsache eine große mediale Aufmerksamkeit. Am 28. März 2019 wurde bekannt, dass sie mit Beginn der Sommerpause von ihrem Traineramt zurücktritt. Die Saison schloss sie mit Cloppenburg auf dem letzten Platz ab, die Mannschaft stieg in die Landesliga Weser-Ems ab.
Ende Mai 2019 begann Wübbenhorst ihre Ausbildung zur Fußballlehrerin an der Hennes-Weisweiler-Akademie in Hennef.
Mitte April 2020 wurde Wübbenhorst während der durch die COVID-19-Pandemie bedingten Saisonpause Trainerin bei den Sportfreunden Lotte. Sie ist nach Inka Grings beim SV Straelen im April 2019 die zweite Trainerin, die einen deutschen Fußball-Viertligisten im Männerbereich trainiert. Sie erhielt einen bis Saisonende 2022 laufenden Vertrag. Mitte Dezember 2020 wurde Wübbenhorst als Trainerin der Sportfreunde Lotte aufgrund sportlicher Erfolglosigkeit entlassen.
In der Saison 2021/22 war Wübbenhorst beim Drittligisten FC Viktoria Köln unter Olaf Janßen als Co-Trainerin Analyse tätig.
Zur Saison 2022/23 der Women’s Super League wurde Wübbenhorst als neue Cheftrainerin der Frauen des Berner Sport Club Young Boys vorgestellt.

## Erfolge
als Spielerin
- Aufstieg in die Bundesliga 2013 mit dem BV Cloppenburg
- U19-Europameisterin: 2006, 2007

als Trainerin
- Schweizer Pokal-Finalistin: 2024 (mit YB Frauen)
- 1. Platz AXA Women’s Super League reguläre Saison 2024/2025 - Qualifikation für den Europacup (mit YB Frauen)
- Schweizer Meister Saison 2024/2025 (mit YB Frauen)

## Sonstiges
Wübbenhorst ist Lehrerin für Sport und Biologie am Gymnasium und war in Bad Zwischenahn-Edewecht tätig. Zuvor unterrichtete sie an der Liebfrauenschule Cloppenburg. Im Oktober 2019 wurde sie für den Fußballspruch des Jahres ausgezeichnet: „Ich bin Profi. Ich stelle nach Schwanzlänge auf“, hatte Wübbenhorst bei ihrem Debüt als Trainerin der Herren des BV Cloppenburg geantwortet, als sie gefragt wurde, ob sie eine Sirene auf dem Kopf tragen werde, damit ihre Spieler schnell eine Hose anziehen könnten, bevor sie in die Kabine komme. Der Preis wird jährlich von der Deutschen Akademie für Fußballkultur vergeben.